# 武汉大学国家网络安全学院
武汉大学国家网络安全学院是武汉大学的一个学院，创建于2018年底，由计算机学院和原国际软件学院相关专业整合建立，隶属于信息学部，位于街道口（原湖北经济学院所在地）。国家网络安全学院由中央网信办和教育部联合西安电子科技大学、东南大学、武汉大学、北京航空航天大学、四川大学、中国科学技术大学、战略支援部队信息工程大学等七所大学设置。

## 院系历史
原国际软件学院是国家示范性软件学院、本科专业国际化试点基地，旨在以国外方式教育国内学生。是中华人民共和国教育部和原国家发展计划委员会首批批准成立的 35 所“国家示范性软件学院”之一。

## 研究生
- 博士和硕士
  - 服务科学
  - 数字媒介
- 专业硕士